# 羽貫駅
羽貫駅（はぬきえき）は、埼玉県北足立郡伊奈町学園一丁目にある、埼玉新都市交通伊奈線（ニューシャトル）の駅である。駅番号はNS12。

## 歴史
- 1983年（昭和58年）12月22日 - 開業[3]。当初は当駅が終着駅であった[2][3]。
- 1990年（平成2年）8月22日 - 内宿駅までの延伸開業に伴い途中駅となる[2][4]。
- 2007年（平成19年）3月18日 - ICカードSuica供用開始[2]。
- 2010年（平成22年）7月17日 - 伊奈土地区画整理事業の換地処分が前日に行われたことに伴い、町名地番変更が行われ、駅の所在地が学園一丁目に変更される[5]。

羽貫駅 - 内宿駅間の開業が大幅に遅れたのは、同区間に住んでいた地権者の反対によるものであったが、最終的には土地収用法による行政代執行が行われた（「埼玉新都市交通伊奈線#歴史」も参照のこと）。

## 駅構造
島式ホーム1面2線を有する高架駅である。一線スルーの構造だが、右側通行で入線する。内宿寄りに売店を兼ねた改札がある。
以前はロータリーが駅西側のみだったが、2009年春頃に東側にもロータリーが整備された。

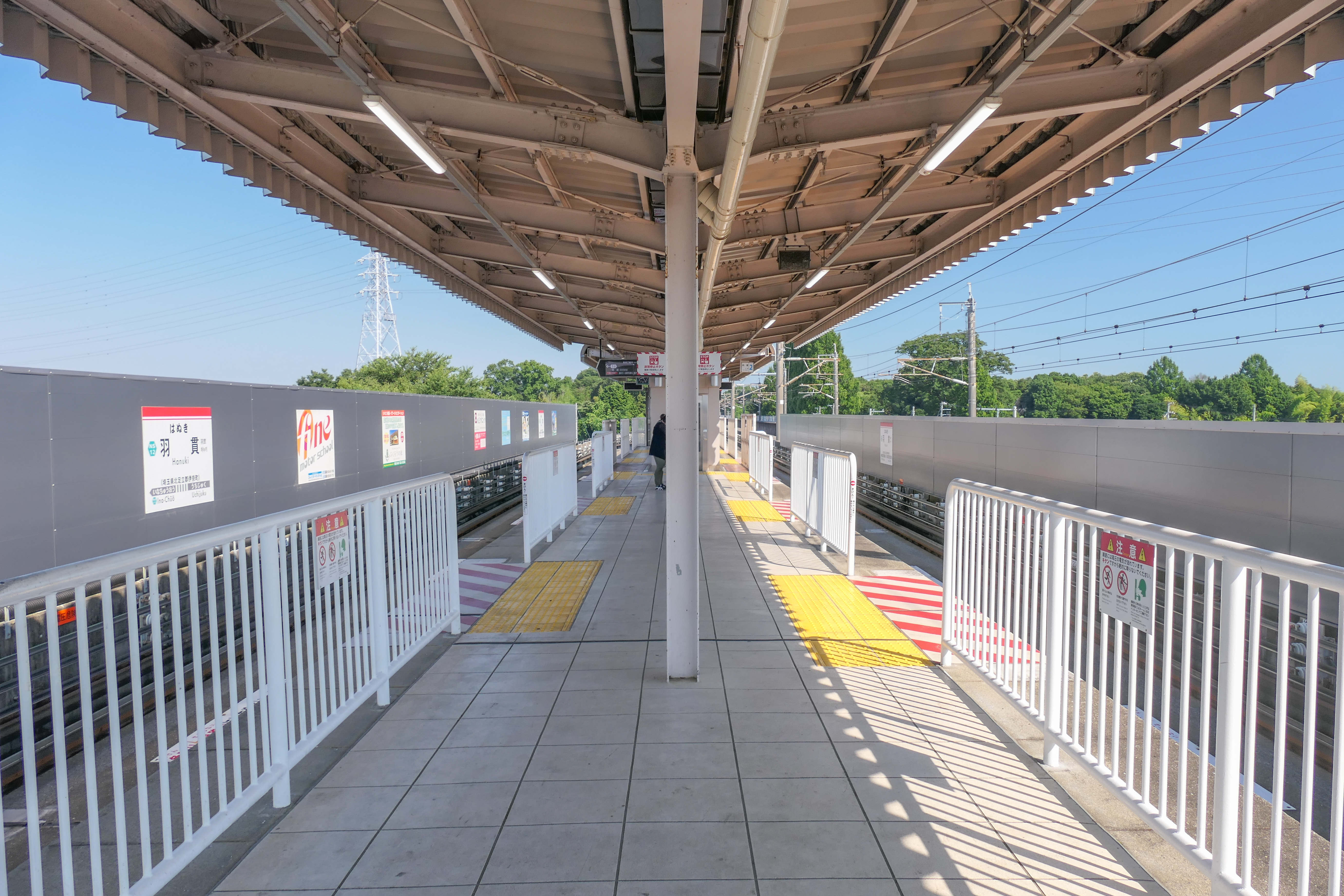
ホーム（2022年7月）

のりば
| 番線 | 路線                     | 行先     |
| ---- | ------------------------ | -------- |
| 1    | 伊奈線（ニューシャトル） | 大宮方面 |
| 2    | 伊奈線（ニューシャトル） | 内宿方面 |

- ホーム（2022年7月）

## 利用状況
2021年度の1日平均乗降人員は3,798人である。
開業以降の1日平均乗降人員は下表のとおりである。
| 年度               | 1日平均 乗降人員 |
| ------------------ | ---------------- |
| 1983年（昭和58年） | 1,171            |
| 1984年（昭和59年） | 1,649            |
| 1985年（昭和60年） | 2,317            |
| 1986年（昭和61年） | 3,098            |
| 1987年（昭和62年） | 3,336            |
| 1988年（昭和63年） | 3,677            |
| 1989年（平成元年） | 3,829            |
| 1990年（平成02年） | 3,750            |
| 1991年（平成03年） | 3,482            |
| 1992年（平成04年） | 3,649            |
| 1993年（平成05年） | 3,688            |
| 1994年（平成06年） | 3,785            |
| 1995年（平成07年） | 3,789            |
| 1996年（平成08年） | 3,801            |
| 1997年（平成09年） | 3,710            |
| 1998年（平成10年） | 3,682            |
| 1999年（平成11年） | 3,669            |
| 2000年（平成12年） | 3,666            |
| 2001年（平成13年） | 3,604            |
| 2002年（平成14年） | 3,609            |
| 2003年（平成15年） | 3,569            |
| 2004年（平成16年） | 3,626            |
| 2005年（平成17年） | 3,470            |
| 2006年（平成18年） | 3,540            |
| 2007年（平成19年） | 3,731            |
| 2008年（平成20年） | 3,846            |
| 2009年（平成21年） | 3,953            |
| 2010年（平成22年） | 3,943            |
| 2011年（平成23年） | 4,104            |
| 2012年（平成24年） | 4,102            |
| 2013年（平成25年） | 4,324            |
| 2014年（平成26年） | 4,201            |
| 2015年（平成27年） | 4,385            |
| 2016年（平成28年） | 4,466            |
| 2017年（平成29年） | 4,465            |
| 2018年（平成30年） | 4,457            |
| 2019年（令和元年） | 4,380            |
| 2020年（令和02年） | 3,530            |
| 2021年（令和03年） | 3,798            |

## 駅周辺
西側
先行して区画整理が実施された市街地である寿地区がある（駅前は学園一丁目）。隣の上尾市にも程近い。
- 伊奈寿郵便局
- 武蔵野銀行伊奈支店
- 埼玉縣信用金庫伊奈支店
- 伊奈中央病院
- 伊奈町立小針小学校
- 原児童公園
- マルエツ伊奈店
- セイムス伊奈寿店

東側（伊奈新都市）
埼玉県主導の伊奈土地区画整理事業で誕生した新しい学園地区が広がる。駅と交差する埼玉県道87号上尾久喜線沿いに商業施設が並ぶ。
- ウニクス伊奈
- ワークマン伊奈羽貫店
- おおぎやラーメン埼玉伊奈店
- フライングガーデン伊奈学園前店
- 伊奈町立小針中学校
- 埼玉県立伊奈学園中学校
- 埼玉県立伊奈学園総合高等学校
- 伊奈町町制記念公園
  - 公園内に「バラ園」があることで、周辺市町からも来園者が多い。伊奈町は「バラの町・伊奈」を自称している。
- 埼玉県県民活動総合センター（当駅経由の無料送迎バスは廃止された。）

## 路線バス
| 乗り場 | 系統             | 主要経由地                   | 行先                 | 運行会社                 | 備考               |
| ------ | ---------------- | ---------------------------- | -------------------- | ------------------------ | ------------------ |
| 羽貫駅 | AG91             |                              | 伊奈学園             | 朝日自動車（菖蒲営業所） | AG92は羽貫駅止まり |
| 羽貫駅 | AG93             | 伊奈学園                     | 県民活動総合センター | 朝日自動車（菖蒲営業所） |                    |
| 羽貫駅 | AG91・AG92・AG93 | 六道・上尾税務署前           | 上尾駅東口           | 朝日自動車（菖蒲営業所） |                    |
| 羽貫駅 | 北循環           | 中荻・伊奈中央駅・伊奈町役場 | 総合センター         | 伊奈町循環バスいなまる   |                    |

### 廃止路線
- 深夜急行バス「ミッドナイトアロー伊奈・内宿」（東武バスウエスト） - 大宮駅発内宿駅行き。平日運転、降車のみの扱い。

## 隣の駅
埼玉新都市交通
 伊奈線（ニューシャトル）
伊奈中央駅 (NS11) - 羽貫駅 (NS12) - 内宿駅 (NS13)